# Gens Sallustia
Die gens Sallustia (auch Sallustii, deutsch Sallustier) war ein römisches Geschlecht (gens) mit dem Gentilnamen Sallustius, das vor allem in der Kaiserzeit viele Prominente hervorbrachte. Salustios (Σαλούστιος) ist die griechische Namensform. Bekannte Namensträger sind:
In der römischen Republik:
- Gnaeus Sallustius, ein Freund Ciceros
- Gaius Sallustius Crispus (86 v. Chr.–35 v. Chr.), römischer Politiker und Geschichtsschreiber, Verfasser von De coniuratione Catilinae und Bellum Jugurthinum

In der frühen und hohen Kaiserzeit:
- Publius Sallustius Blaesus, Konsul des Jahres 89
- Gaius Sallustius Crispus Passienus, römischer Senator, Großgroßneffe und Adoptivenkelsohn des Geschichtsschreibers
- Gaius Sallustius Aiax, Maler, Freigelassener des Gaius Sallustius Crispus Passienus
- Sallustius Lucullus, konsularer Legat in Britannien, von Domitian hingerichtet
- Seius Sallustius, Schwiegervater des Severus Alexander, 227 ermordet
- Titus Flavius Sallustius Paelignianus, römischer Konsul 231

In der Spätantike:
- Flavius Sallustius, hoher Beamter unter Constantius II. und Julian, 361 Prätorianerpräfekt von Gallien, Konsul 363
- Salustios (Neuplatoniker), Philosoph des 4. Jahrhunderts
- Sallustius (Stadtpräfekt), praefectus urbis Romae 386
- Salustios (Grammatiker), Grammatiker des 4./5. Jahrhunderts
- Salustios aus Emesa, Sophist des 5. Jahrhunderts, Kyniker
- Sallustius von Jerusalem, orthodoxer Patriarch von Jerusalem (486–494)